# BCPL
BCPL ("Basic Combined Programming Language", hay "Ngôn ngữ lập trình kết hợp cơ bản") là một ngôn ngữ lập trình máy tính thủ tục, mệnh lệnh, và cấu trúc. Ban đầu được định dùng để viết trình biên dịch cho các ngôn ngữ khác, nhưng BCPL không còn được sử dụng phổ biến nữa. Tuy vậy, ảnh hưởng của BCPL vẫn còn với một phiên bản rút gọn và thay đổi cú pháp, gọi là B, là ngôn ngữ mà ngôn ngữ lập trình C dựa vào. BCPL giới thiệu một số tính năng của các ngôn ngữ lập trình hiện đại, gồm dấu ngoặc nhọn để phân định khối mã; biên dịch thông qua bytecode máy ảo; và 'chương trình "Hello, World!"' đầu tiên trên thế giới.

## Ví dụ
(LƯU Ý: nếu các chương trình được chạy bằng phiên bản Cintsys hiện tại (tháng 12 năm 2018) của Martin Richards, LIBHDR, START và WRITEF phải được thay đổi sang chữ thường để tránh lỗi.)
In ra các giai thừa:
```
GET "LIBHDR"

LET START() = VALOF $(
	FOR I = 1 TO 5 DO
		WRITEF("%N! = %I4*N", I, FACT(I))
	RESULTIS 0
$)

AND FACT(N) = N = 0 -> 1, N * FACT(N - 1)

```

Giải pháp đếm cho bài toán tám quân hậu:
```
GET "LIBHDR"

GLOBAL $(
	COUNT: 200
	ALL: 201
$)

LET TRY(LD, ROW, RD) BE
	TEST ROW = ALL THEN
		COUNT:= COUNT + 1
	ELSE $(
		LET POSS = ALL & ~(LD | ROW | RD)
		UNTIL POSS = 0 DO $(
			LET P = POSS & -POSS
			POSS:= POSS - P
			TRY(LD + P << 1, ROW + P, RD + P >> 1)
		$)
	$)

LET START() = VALOF $(
	ALL:= 1
	FOR I = 1 TO 12 DO $(
		COUNT:= 0
		TRY(0, 0, 0)
		WRITEF("%I2-QUEENS PROBLEM HAS %I5 SOLUTIONS*N", I, COUNT)
		ALL:= 2 * ALL + 1
	$)
	RESULTIS 0
$)

```

## Lịch sử
BCPL được hiện thực đầu tiên bởi Martin Richards của Đại học Cambridge in 1967.